# Christian Bourgois
Pour les articles homonymes, voir Christian Bourgois éditeur et Bourgois.
Christian Bourgois (Antibes, 21 septembre 1933 - Paris 12e, 20 décembre 2007) est un éditeur français, fondateur de la maison d'édition du même nom.

## Biographie

### Jeunesse et études
Christian Bourgois est admis à l'Institut d'études politiques de Paris, où il étudie entre 1951 et 1954. Il en sort diplômé cette dernière année (section Service public). Il est alors deuxième de promotion, derrière Jean-Yves Haberer mais devant Jacques Chirac.
Il prépare le concours d'entrée à l'École nationale d'administration, où il est reçu.

### Parcours professionnel
Bourgois démissionne de l'ENA en mai 1959 pour travailler, dans la maison d'édition de René Julliard en tant qu'adjoint de celui-ci ; il l'avait rencontré en 1954. Ce dernier l'aurait accueilli en lui disant : « Dans une maison d'édition, il n'y a qu'une place intéressante : la mienne. Et je n'ai aucune intention de vous la céder ».
À la mort de René Julliard en juillet 1962, il prend la direction des éditions Julliard, qui sont rachetées par les Presses de la Cité.
Il part alors chez Grasset, puis revient chez Juillard en 1964, mais avec les pleins pouvoirs[pas clair].
En 1966, sous l'impulsion de Sven Nielsen, fondateur des Presses de la Cité, il crée au sein de celle-ci sa propre maison d'édition, Christian Bourgois éditeur. Il dirige parallèlement la collection 10/18 entre 1968 et 1992.
En 1989, à la suite de la publication de la traduction française des Versets sataniques de Salman Rushdie, il reçoit des menaces et doit être placé sous haute protection.
En 1992, Christian Bourgois quitte définitivement le groupe des Presses de la Cité et prend son indépendance.
Au fil de sa carrière, il a contribué à faire découvrir de nombreux écrivains étrangers, notamment Jorge Luis Borges, Witold Gombrowicz, William S. Burroughs, Jaume Cabré, Jim Harrison, Richard Brautigan, Ernst Jünger, Antonio Lobo Antunes, Gabriel Garcia Marquez, Toni Morrison, Fernando Pessoa, Alexandre Soljenitsyne, Antonio Tabucchi, Enrique Vila-Matas, Robert Van Gulik et J.R.R. Tolkien. Il est également l'éditeur de Boris Vian et d'Alain Robbe-Grillet, qu'il a fait publier notamment chez 10/18.
En novembre 2007, il reçoit le titre d'« éditeur de l'année » à la foire de Guadalajara au Mexique. Étant trop malade pour s'y rendre, c'est sa seconde épouse Dominique (née Kaszemacher) qui reçoit le prix pour lui.
De 1995 à sa mort, il préside l'Institut mémoires de l'édition contemporaine (IMEC), ainsi que la commission de l'avance sur recettes du Centre national de la cinématographie. Outre des responsabilités au Syndicat national de l'édition, à la Bibliothèque nationale de France, au Centre national du livre, etc., il a également été membre du conseil d'administration du Centre Pompidou et du théâtre MC 93.

### L'éditeur français de Tolkien
En 1970, Jacques Bergier fait paraître chez Christian Bourgois Admirations, recueil d’articles consacré à dix auteurs alors méconnus du lectorat  français :  John Buchan, Abraham Merritt,  Arthur Machen, Ivan Efremov, John W. Campbell, Stanislas Lem, Robert E. Howard, Talbot Mundy, mais aussi C. S. Lewis et J.R.R. Tolkien. Ce dernier est l'un des quatre (avec Buchan, Howard et Merritt) que Bergier retient à la demande de son éditeur qui lui a demandé quels livres faire paraître en priorité. Il signe un contrat avec la maison d'édition anglaise de Tolkien, Allen & Unwin pour 200 £ par volume.
Christian Bourgois explique : « J’ai  donc  essayé  d’identifier  les  éditeurs et les ayants droit. Mais les droits étaient déjà vendus, ou je n’ai pas eu de réponse... sauf pour Le Seigneur des Anneaux » Il se tourne alors vers Francis Ledoux, qui avait traduit en français Le Hobbit quelques  années plus tôt (1969) pour entreprendre celle du Seigneur des Anneaux, dont les deux premiers volumes paraissent en 1972 et le troisième en 1973, sans les "Appendices". Christian Bourgois explique que cet ouvrage a sauvé sa maison d'édition : « Ce  livre  a  joué  un  rôle  crucial.  J’étais  un  éditeur  en  crise  avec  son  employeur  et actionnaire, Sven Nielsen, des Presses de la Cité. Il  m’avait  dit début 1972 qu’il voulait  que j’arrête les éditions Christian Bourgois et que je me replie sur 10/18. Il est difficile de publier des livres en cachette dans un grand groupe d’édition, mais j’ai quand même rusé et j’ai réussi à publier quelques titres dans le courant de 1972. Il me restait la possibilité de faire paraître un dernier titre, à  l’automne, sans que je sache quand je recommencerais à republier des livres. » Après avoir hésité avec un ouvrage d'Ernst Jünger finalement laissé aux éditions de la Table ronde, il fait un choix décisif : « j’ai eu la bonne idée de publier Tolkien plutôt qu’un nouveau titre de Jünger. Paraît  le  premier tome du Seigneur des Anneaux. Je reçois le Prix du Meilleur livre étranger en 1973 ; j’ai donc dit à Nielsen qu’après avoir eu ce prix, je ne pouvais pas ne pas publier les tomes suivants. » L'ouvrage est publié en poche chez Hachette en 1974, puis chez Pocket en  1984. « En  général, lorsqu’un livre est en édition de poche, l’édition normale ne se vend plus ; là, paradoxalement, j’ai eu raison, mais en même temps  j’ai manqué de  flair commercial. Le Seigneur des Anneaux est un cas de succès complètement atypique : les ventes de l’édition en quatre tomes n’ont fait que croître en même temps que celles du format poche ».
Si la traduction française du Seigneur des anneaux vient une dizaine d’années après les traductions hollandaise (1956), suédoise (1959) et polonaise (1961), comme l'a remarqué Vincent Ferré, le Silmarillion ou les Contes et légendes inachevés sont traduits un ou deux ans après leur parution en anglais. De 1994 à 1999, Bourgois publie Peintures et Aquarelles, un autre volume sur les réalisations picturales de J.R.R. Tolkien (Artiste et illustrateur), Roverandom et les deux premiers volumes du Livre des Contes Perdus (traduits par Adam Tolkien, fils de Christopher et petit-fils de J.R.R. Tolkien), mais la relance des publications vient à partir de 2001 et la sortie des films de Peter Jackson. Bourgois explique « Quand je décide de publier  un  auteur,  j’aime  l’éditer  de  manière  assez systématique. » ; « J’ai  dû  vendre  30 000 exemplaires  de  l’édition reliée dans les trois premières années de sa  parution (en 1992), puis 3 à 4 000 par  an, mais 50 000 à l’automne 2001 et 50 000 sur l’année 2002 - 50 000 de  chacune  des  éditions, sans  compter la relance des ventes du Hobbit, du Silmarillion, etc. ». 2003 voit la sortie d'une édition augmentée et révisée du livre Faërie contenant entre autres Les Aventures de Tom Bombadil dans une traduction révisée par Céline Leroy. La révision des Lettres du Père Noël suit en 2004, également par Céline Leroy. Le Silmarillion paraît augmenté d'une préface, traduite par Vincent Ferré et Delphine Martin en 2004, auteurs d'une traduction des Lettres de J.R.R. Tolkien en 2005, deux décennies après l'édition anglaise. Les tomes 3 et 4 de l'Histoire de la Terre du Milieu, traduits par Daniel Lauzon paraissent en 2006 et 2007, témoignant d'une volonté de rattraper le retard de traduction en français de certains ouvrages. Les éditions Bourgois publient une traduction de Les Enfants de Húrin peu après sa sortie anglaise - il s'agit du dernier livre dont Christian Bourgois supervise la fabrication -, tout comme de La Légende de Sigurd et Gudrún puis La Chute d'Arthur, par Christine Laferrière en 2010 et 2013, ce qui montre la réactivité de l'éditeur (Dominique Bourgois, désormais) pour publier les inédits nouvellement édités en anglais. Les éditions Bourgois chargent Daniel Lauzon du travail considérable (supervisé par Vincent Ferré) d'une nouvelle traduction du Hobbit puis du Seigneur des anneaux avant Le Silmarillion (édition annoncée pour 2021), tandis que sortait Beowulf. Traduction et commentaire (2015), Beren et Lúthien (2017) et La Chute de Gondolin, trois livres que l'on doit à Christopher Tolkien.

## Remarques
Le « b. » de la marque agnès b. vient du nom de Christian Bourgois, qui a été marié à Agnès Troublé, la créatrice de la marque. Leur fils, Étienne Bourgois dirige la marque, agnès b.
Il a comme frère Jean-Manuel Bourgois qui a assuré dans les années 1970-90 des responsabilités au sein de l'ancien Groupe de la Cité / CEP Communications.